# 峪道河遗址
峪道河遗址，位于山西省吕梁市汾阳市城北6公里峪道河镇，是中华人民共和国山西省文物保护单位之一。
1986年8月18日，授予山西省文物保护单位，是一座古遗址。